# Castlevania: Legacy of Darkness
Castlevania: Legacy of Darkness é um jogo eletrônico de ação-aventura da série Castlevania, desenvolvido e distribuído pela Konami para o Nintendo 64. Foi lançado na América do Norte em 30 de novembro de 1999, no Japão em 25 de dezembro de 1999, e na Europa em fevereiro de 2000.

## Enredo
Apesar de fazer parte da série Castlevania, o Legacy of Darkness foi posteriormente removido da cronologia cânone por Koji Igarashi.
Através da necromancia de seus seguidores, Dracula é trazido mais uma vez ao mundo dos vivos mais cedo que o normal. Após destruir vilas locais, ele começa a seqüestrar crianças, procurando por uma alma que lhe seja útil. O lobisomem Cornell invade o castelo para tentar impedir seu plano, visto que uma das crianças capturadas é a sua irmã adotada, Ada. Cornell enfrenta Dracula para salvar sua irmã, mas só consegue derrotá-lo após abrir mão de seus poderes, sem saber que a obtenção destes poderes era o verdadeiro objetivo das forças do mau, sendo este o sacrifício perfeito para a ressurreição completa de Dracula.

## Desenvolvimento
Sobre Castlevania 64 e Legacy of Darkness, junto com outros títulos, terem sido removidos da cronologia cânone, em 2006 o produtor da série Koji Igarashi afirmou que "esses jogos foram removidos ... não porque eu não trabalhei neles, mas porque eles foram considerados por seus diretores como projetos paralelos da série".
Desde a remoção em 2002, os eventos de Legacy of Darkness ocuparam posição ambígua nas cronologias publicadas pela Konami e publicações da mídia, com a mais recente cronologia em inglês, distribuída através da versão de pré-ordem de Castlevania: Portrait of Ruin, incluindo Legacy of Darkness mas sem mencionar o enredo do jogo. Posteriormente, Igarashi esclareceu que ele vê esses títulos como "uma subsérie de Castlevania", elogiando-os ao dizer que "... ambos apresentam uma visão única do mundo de Castlevania."

## Recepção
Legacy of Darkness recebeu críticas mistas. Sua nota agregada foi de 63.80% no GameRankings. Tim Turi, da Game Informer, achou que a forma lobisomem foi interessante, mas não o suficiente para torná-lo um bom jogo.
Blake Fischer, da Next Generation, avaliou o jogo com nota 2/5, afirmando que "O Legado da Mediocridade seria um título mais correto, pelo menos sobre o 3D. Esperamos que o próximo título no Dreamcast seja melhor, mas até lá, este é aceitável."